# Parque Avellaneda

Lage von Parque Avellaneda in Buenos Aires

Parque Avellaneda ist ein Stadtteil im Südwesten der argentinischen Hauptstadt Buenos Aires. Er hat 54.191 Einwohner (Stand von 2001) auf einer Fläche von 5,2 km², das bedeutet eine Bevölkerungsdichte von 10.421 Einwohnern pro km². Der Stadtteil gehört zur Comuna C9. Parque Avellaneda wird begrenzt durch die Straßen Av. Juan B. Alberdi, Av. Escalada, Av. Castañares, Lacarra, Av Tte. Gral. Luis J. Dellepiane, Portela, Av. Directorio und Mariano Acosta. Der Stadtteiltag wird jedes Jahr am 3. März gefeiert.

## Beschreibung
Parque Avellaneda wurde nach dem ehemaligen argentinischen Präsidenten Nicolás Avellaneda benannt. 

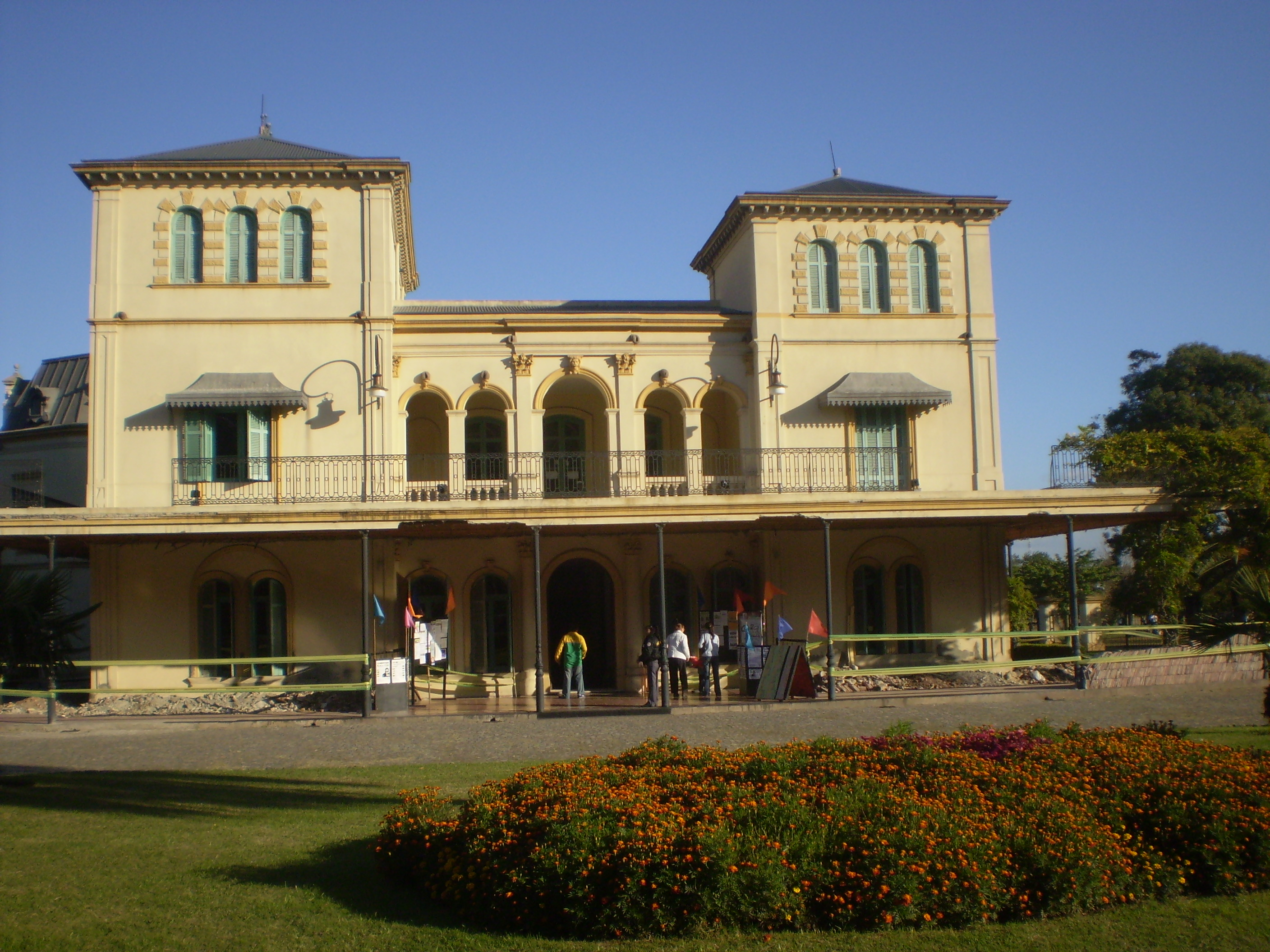
Casona de los Olivera – Parque Avellaneda

Die Geschichte des Stadtteils beginnt, als 1755 das Gebiet des heutigen Parque Avellaneda der Hermandad (Bruderschaft) de la Santa Caridad de Nuestro Señor Jesucristo übertragen wird, die dort eine Kapelle errichtet. 1822 übertrug die Bruderschaft ihren Besitz an die „Sociedad de Beneficencia“ (Wohlfahrtsverein), dieser wiederum verkaufte es 1828 an Don Domingo Olivera. Don Olivera, einer der größten Grundstücksbesitzer der Gegend, richtete dort eine landwirtschaftliche Versuchsanstalt ein. Am 7. März 1912 kaufte die Stadt das Grundstück von der Familie Olivera und eröffnete am 28. März 1914 einen 30 Hektar großen öffentlichen Park, damals noch unter dem Namen „Olivera“. Am 14. November desselben Jahres erhielt der Park seinen heutigen Namen „Parque Avellaneda“, der umliegende Stadtteil wurde dann nach dem Park benannt. 